# Distretto di Călărași (Moldavia)
Il distretto di Călărași è uno dei 32 distretti della Moldavia, il capoluogo è la città di Călărași.

## Società

### Evoluzione demografica
In base ai dati del censimento, la popolazione è così divisa dal punto di vista etnico:
| Etnia       | Abitanti | %     |
| ----------- | -------- | ----- |
| Moldavi     | 69.190   | 92,16 |
| Ucraini     | 2.799    | 3,73  |
| Russi       | 947      | 1,26  |
| Gagauzi     | 54       | 0,07  |
| Bulgari     | 47       | 0,06  |
| Rumeni      | 1.490    | 1,98  |
| Altre etnie | 548      | 0,73  |

## Geografia antropica

### Suddivisioni amministrative
Il distretto è formato da 1 città e 27 comuni.

#### Città
- Călărași

#### Comuni
1. Bahmut
2. Bravicea
3. Buda
4. Căbăiești
5. Dereneu
6. Frumoasa
7. Hirova
8. Hîrjauca
9. Hoginești
10. Horodiște
11. Meleșeni
12. Nișcani
13. Onișcani
14. Păulești
15. Peticeni
16. Pitușca
17. Pîrjolteni
18. Răciula
19. Rădeni
20. Sadova
21. Săseni
22. Sipoteni
23. Temeleuți
24. Tuzara
25. țibirica
26. Vălcineț
27. Vărzăreștii Noi